# Mahmoud Balah
Mahmoud Balah (arab. ‏محمود بلح‎, ur. 5 stycznia 1942) – syryjski zapaśnik walczący w stylu klasycznym. Olimpijczyk z Meksyku 1968, gdzie zajął piętnaste miejsce w kategorii do 78 kg.
Wicemistrz igrzysk śródziemnomorskich w 1963 roku.

## Letnie Igrzyska Olimpijskie 1968
| Konkurencja          | Rundy eliminacyjne      | Rundy eliminacyjne       | Klas. końcowa |
| Konkurencja          | Przeciwnik I            | Przeciwnik II            | Miejsce       |
| -------------------- | ----------------------- | ------------------------ | ------------- |
| 78 kg styl klasyczny | Toshirō Tashiro (JPN) Z | Peter Nettekoven (FRG) P | 15.           |